# 國泰航空公司空中服務員工會
國泰航空公司空中服務員工會（英語：Cathay Pacific Airways Flight Attendants Union）是香港一個由國泰航空空中服務員組成的工會。

## 歷史
2008年7月15日，国泰航空与空中服务员工会达成协议，驻港机舱服务员的退休年龄全体统一为55岁，实时生效。新政策下，5000名在1993年7月1日后加入国泰的空中服务员将可由原来45岁退休延长至55岁，1993年前加入和7月15日後加入的空中服务员工会則为55岁退休。
2011年，國泰航空換穿新制服，新款空姐制服被太暴露，容易走光，國泰空中服務員工會曾多次就此事向公司反映。國泰航空於2014年回應稱，設計新制服時有徵詢員工意見，若有空服員認為制服不合身可替換。